# Абдулах Гул
Абдулах Гул (тур. Abdullah Gül; Кајсери, 29. октобар 1950) је 11. по реду и бивши председник Турске. На дужност је ступио 28. августа 2007. Наследио је Ахмета Неџдета Сезера. У периоду од 2002. до 2003. је био премијер Турске а од 2003. до 2007. министар спољних послова. Члан је Странке правде и развоја коју предводи премијер Ахмет Давутоглу.

## Биографија
Рођен је у месту Кајсери, од оца Ахмеда, механичара и мајке Адвије. Одрастао је у традиционалном исламском окружењу. Заступао је своје место у парламенту, а породица му тамо живи већ 100 година.
Након завршене основне и средње школе, Абдулах је кренуо на Универзитет у Истанбулу, где је студирао економију, а усавршавао се у Лондону и Ексетеру.
Након дипломе, посветио се академској каријери, те је предавао међународни менаџмент на неколико високошколских институција, али је и предавао још неке предмете.

### Политичка каријера
Абдулах се са десничарском политиком упознао још као студент где се прикључио Националној удрузи турских студената. Након тог искуства прикључио се Рефах Партисију, односно Странци социјалне помоћи.
Након што је турски Уставни суд укинуо РП, он се придружио њеној наследници Фазилат Партисију, односно Странци врлина. И она је забрањена јер је кршила темељна секуларна начела Турске. Сам Гул је дао неколико изјава о систему каквог је успоставио Мустафа Кемал Ататурк. Због тога је био и критикован.
Тренутно је Абдулах Гул члан странке АКП (Странка правде и развоја) коју води премијер Реџеп Ердоган.
Сам је неко време био и премијер и министар иностраних послова. Странка Адалет ве Калинма Партиси, супротстављена је Републиканској странци, која брани секуларизам те је заслужна за то да је Гул тек на трећем кругу избора победио.
Његова жена носи хиџаб, мараму која покрива главу, а чије је кориштење у Турској ограничено. Због тога су га критиковали, јер га сматрају исламистом.

### Приватни живот
Абдулах Гул је од 20. августа 1980. године ожењен са Хајрунисом Озјрут. С њом има троје деце: два сина и ћерку.
Воли фудбал, те је навијач клуба ФК Бешикташ.